# Nina (cantante alemana)
Nina Boldt, conocida artísticamente como Nina (Berlín, Alemania, 29 de septiembre de 1983) es una cantante y compositora alemana. Pasó quince años en el Reino Unido, donde impulsó su carrera musical y editó sus primeros álbumes. En 2021 decidió regresar a su Berlín natal y continuar allí su carrera. Apodada la reina del synthwave, es una de las artistas más populares del género. Sus estilos musicales son el synthwave y el synth pop, inspirados en la música electrónica de los años ochenta, y su instrumento es el sintetizador.

## Biografía
Nina nació el 29 de septiembre de 1983 en Berlín (Alemania), y comenzó a cantar a la edad de seis años, luego siguió una formación clásica cuando era adolescente. Su mayor inspiración artística son las bandas de synth pop y new wave como Depeche Mode, Nena, Talk Talk, Kraftwerk o Kim Wilde. A mediados de los 2000 Nina se mudó a Londres (Reino Unido), donde comenzó a forjar su carrera musical.
En 2011 el sello inglés Aztec Records descubrió a Nina y lanzó su primer sencillo «Take Me Away», pero fue en 2013 con «We Are The Wild Ones» cuando Nina llegó a las masas, gracias a que el canal de televisión estadounidense SyFy utilizó su música para la serie de televisión Being Human. En 2014 publicó el sencillo «My Mistake», que fue utilizado por Hugo Boss AG, ASOS, Adidas, Net-a-Porter y Mercedes Benz para anuncios de televisión y compilaciones. En 2016, los productores de synthwave Richard X, Oscillian y Sunglasses Kid produjeron su sencillo «Beyond Memory», con remezclas de Nilesh & Liam Keegan (Ministry of Sound) y Oscillian. Fue un éxito en iTunes tan pronto como fue lanzado, y también fue reproducido en «BBC Introducing» en Londres y estrenado por Idolator. En 2017 se publicó «One Of Us» como una colaboración con Metropolis Studios, lo que le permitió aparecer en varios festivales de synthwave como «Retro Future Fest 2». Desde 2014, Nina ha estado actuando en vivo en todo el Reino Unido, pero también en Canadá y Estados Unidos con Erasure, así como en el «CBGB's Festival» y el «Pyramid Club» de Nueva York. Nina también hizo una aparición en el canal de televisión estadounidense NBC6 para interpretar en vivo «My Mistake».

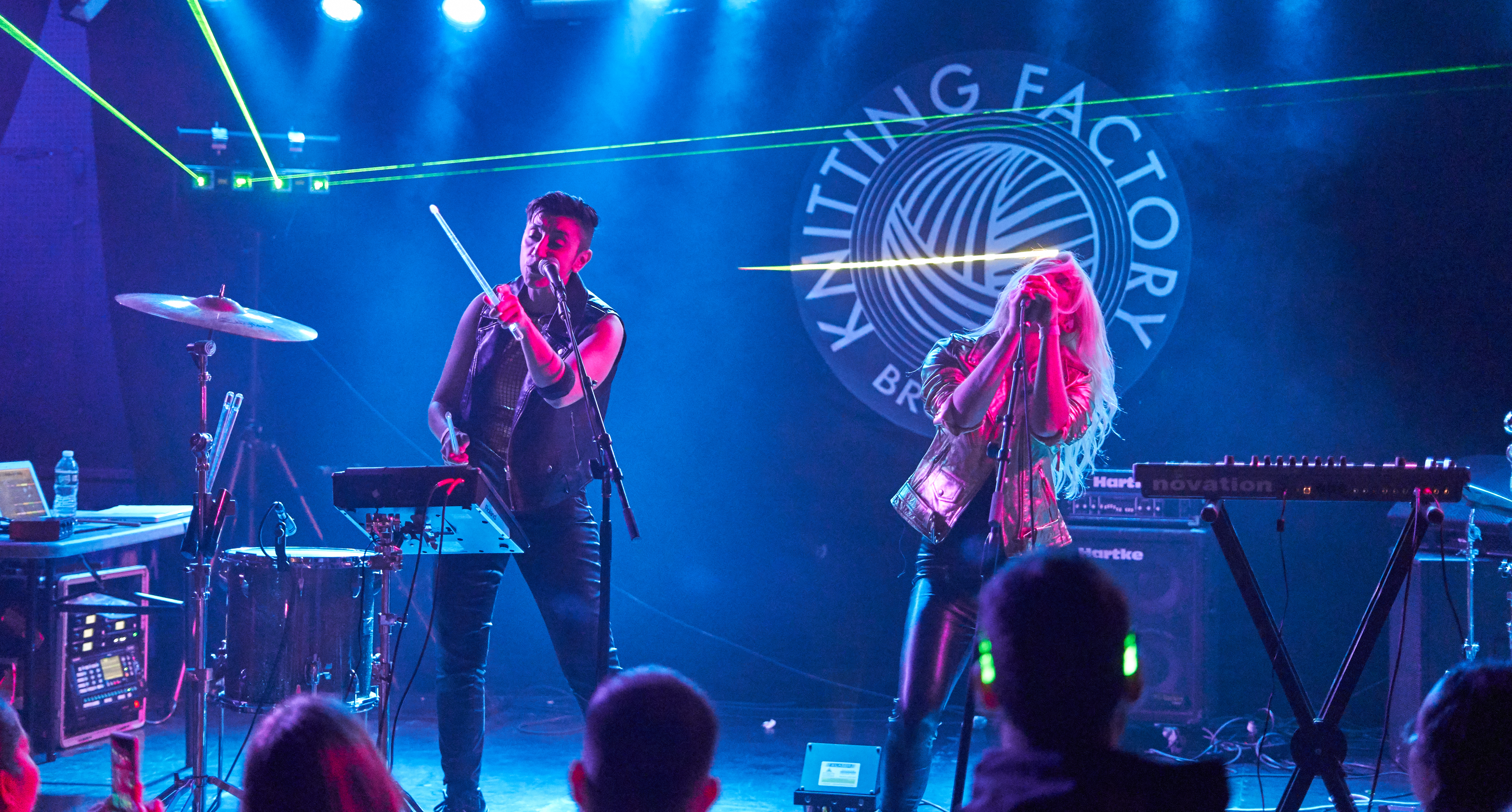
Nina (derecha) en un directo junto a LAU en 2019.

El 16 de marzo de 2018 se editó su primer álbum de estudio, Sleepwalking, que fue lanzado en todo el mundo por Aztec Records; el disco se agotó, tanto en formato de CD como en vinilo, a la semana de aparecer. En noviembre de 2018, Nina ofreció seis conciertos en los Estados Unidos junto a la banda canadiense de synth pop Parallels. Nina lanzó su nuevo sencillo «The Calm Before The Storm» como parte de la compilación de synthwave Fever Dreams de Adult Swim. En 2019, Nina apareció en el documental The Rise of the Synths junto a otros compositores de la escena synthwave, incluido el cineasta John Carpenter, quien también narró la película que exploró los orígenes y el crecimiento del género. Ese año también editó el sencillo «Automatic Call», perteneciente a su segundo álbum, Synthian, que se lanzó en junio de 2020. Unos meses más tarde, el 11 de diciembre del mismo año, Nina presentó su EP CONTROL, que incluía cinco nuevas canciones. En ambos trabajos contó con la colaboración de Laura Fares, conocida artísticamente como LAU, que ya había acompañado a Nina en sus directos; esta relación profesional concluyó al finalizar 2020, cuando LAU emprendió su propia carrera en solitario, por lo que ya no volvieron a trabajar juntas. En enero de 2021 se publicó el recopilatorio The Beginning, que reúne aquellos sencillos que Nina había publicado por separado antes de editar su primer álbum, incluyendo algunas remezclas, entre ellas una colaboración con la estrella pop de los años ochenta Kim Wilde.
En abril de 2021, Nina aprovechó la publicación de un nuevo tema titulado «Berlin» -escrito por la banda sueca The Secret Chord y al que Nina puso voz- para anunciar que había regresado a su ciudad natal. Sobre este hecho ella afirmó: «'Berlin' es una canción de bienvenida para mí. Recientemente me mudé de regreso a la ciudad, después de vivir en Londres por más de 15 años. Cuando Joakim Paulsson de The Secret Chord me envió su demo, me conecté instantáneamente. Realmente adoro a The Secret Chord y mi corazón siempre pertenece a Berlín». En el mes de julio Nina publicó el sencillo «Carnival Night», producido por Oliver Blair (conocido artísticamente como Radio Wolf), y ambos expresaron su intención de seguir trabajando juntos en el futuro. En palabras de Nina: «Carnival Night es una canción sobre correr salvajemente y rendirse a la magia y el deseo. Es una canción especial para mí porque es mi primer lanzamiento como artista independiente» (...) «Proponer el tema y crear esta pista fue la manera perfecta de escapar emocionalmente de los confines de la pandemia; queríamos crear un mundo y perdernos en él». El 23 de septiembre la cantante alemana lanzó su siguiente sencillo, «Gold Heart», coescrito junto al compositor Ricky Wilde (hermano de Kim Wilde) y producido nuevamente por Radio Wolf. Nina está trabajando con ambos para la creación de su nuevo álbum. En diciembre de 2021 se estrenó el largometraje de terror independiente There’s No Such Thing As Vampires junto con el sencillo de Nina «I'll Wait», que fue el tema principal de la banda sonora.

## Discografía

### Álbumes de estudio

#### En solitario
- Sleepwalking (2018)
- Synthian (2020)

#### Con otros artistas
- Scala Hearts (2023) – con Ricky Wild

### EPs
- CONTROL (2020)

### Recopilatorios y remezclas
- Synthian: The Remixes (2020)
- The Beginning (2021)

### Sencillos

#### En solitario
| - «Take Me Away» (2011) - «We Are The Wild Ones» (2013) - «My Mistake» (2014) - «Heart Of Glass» (cover de Blondie) (2015) - «Beyond Memory» (2016) - «One Of Us» (2017) - «The Calm Before The Storm» (2018) | - «Automatic Call» (2019) - «Carnival Night» (2021) - «Gold Heart» (2021) - «I'll Wait» (2021) - «I'll Wait» — Producido por Radio Wolf (2022) |

#### Con otros artistas
| - «Dong-Dong-Di-Ki-Di-Gi-Dong» con Happy Elf (2008) - «Irreparable» con New Arcades (2017) - «Against The Tide» con Futurecop! (2019) - «Fade Away» con Futurecop! (2019) - «Break The Chains» con Peter Zimmermann y Alpha Room (2020) - «The Last Time» con Moonrunner83 (2020) - «Nightcall» (cover de Kavinsky) con Essenger (2020) - «Berlin» con The Secret Chord (2021) - «Before I'm Too Late» con New Arcades (2021) | - «Lust» con Kid Moxie (2023) - «Electric Kiss» con Kid Moxie (2023) - «LA Dreamers» con Ricky Wilde (2023) - «Videotheque» (cover de Dollar) con Ricky Wilde (2023) - «Causeway» con Ricky Wilde (2023) - «My Dark» con Radio Wolf (2024) - «Bluesbreaker» con Radio Wolf (2024) - «Tokyo Cowboy» con Radio Wolf (2024) - «Don't Trust The Night» con Radio Wolf (2024) |

### Videoclips musicales
- «We Are The Wild Ones» (2013)
- «My Mistake» (2014)
- «Beyond Memory» (2016)
- «One Of Us» (2017)
- «Counting Stars» (2017)
- «Empire of Love» (2018)
- «Sleepwalking» (2018)
- «Automatic Call» (2019)
- «The Calm Before The Storm» (2020)
- «I'll Wait» (2021)
- «Lust» con Kid Moxie (2023)
- «Videotheque» (cover de Dollar) con Ricky Wilde (2023)